# Grote Kerkstraat (Paramaribo)
De Grote Kerkstraat is een straat in de historische binnenstad van Paramaribo. De straat ligt tussen de Korte Kerkstraat en de Heerenstraat.

## Bouwwerken
De straat ligt in het verlengde van de Korte Kerkstraat. Rechts bevindt zich de Centrumkerk en links is een afslag naar de Wagenwegstraat. De Grote Kerkstraat komt uit op de Heerenstraat.
Aan de straat staat het uiteinde van het hoofdpostkantoor. Het adres ervan is Kerkplein 1. Verder zijn er onder meer Burger King en de Republic Bank gevestigd.

## Gedenktekens
Hieronder volgt een overzicht van de gedenktekens in de straat:
| Onderwerp                           | Type                 | Kunstenaar                                       | Onthulling | Locatie               | Omschrijving                                                      |
| ----------------------------------- | -------------------- | ------------------------------------------------ | ---------- | --------------------- | ----------------------------------------------------------------- |
| Gedenksteen voor Annetta Bos-Visser | gedenksteen          | Wim Bos Verschuur en Johan Mezas                 | 1935       | Centrumkerk           | Annetta Bos-Visser, welzijnswerker voor armen, wezen en bejaarden |
| Helstonemonument                    | gedenkzuil met buste | Charles Nieleveld met tekstgraveringen van Mezas | 1948       | bij Centrumkerk       | musicus en schrijver Johannes Helstone                            |
| Buste Simón Bolívar                 | borstbeeld           | onbekend                                         | 1955       | tegenover postkantoor | Latijns-Amerikaans vrijheidsstrijder                              |

## Stadsbrand van 1821

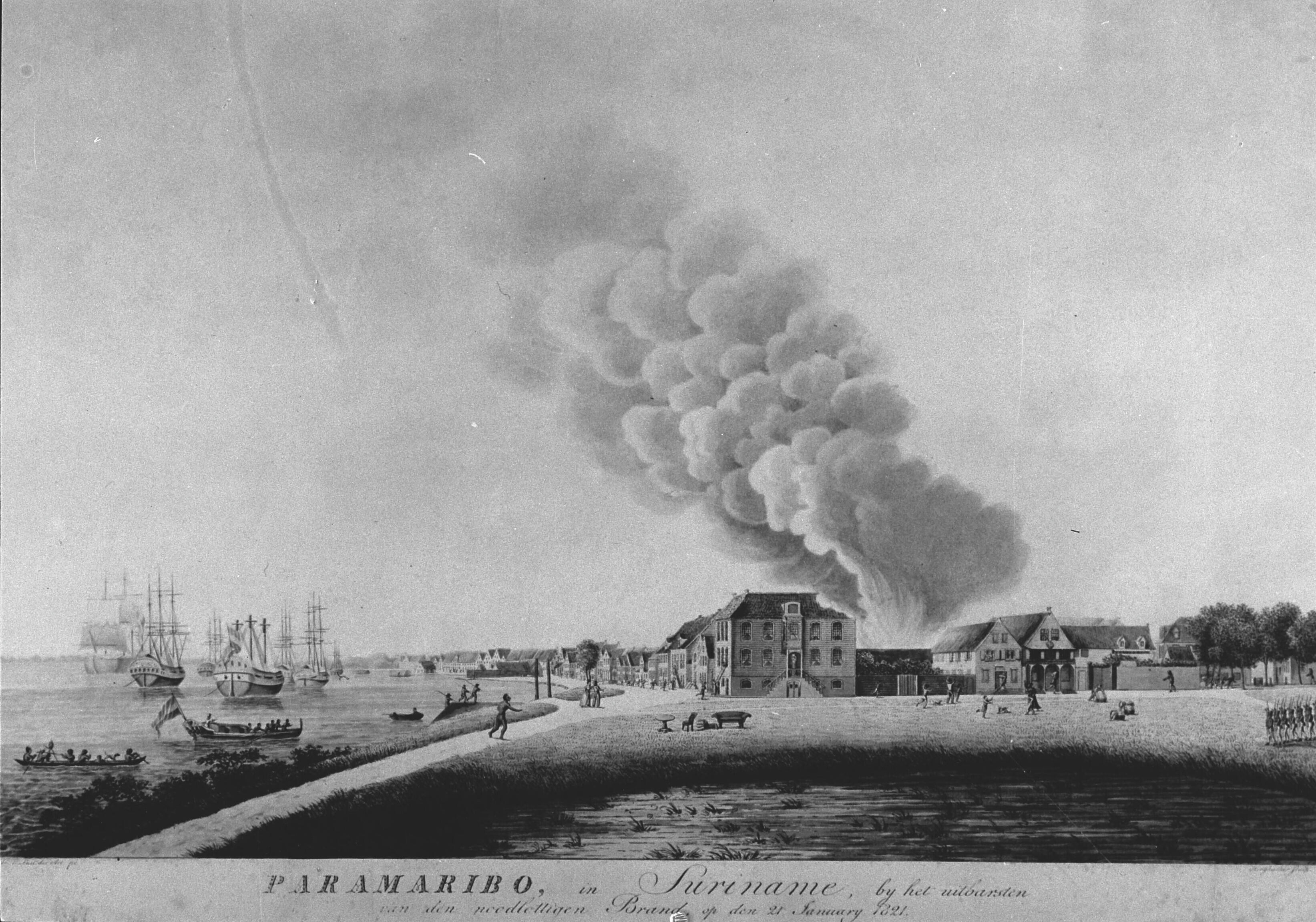
Prent van de stadsbrand van 1821

Op zondagmiddag 21 januari 1821 brak rond half twee brand uit in een huis op de hoek van het Gouvernementsplein en de Waterkant. De brand bleef vervolgens overslaan op andere huizen tot de brand de volgende dag om twaalf uur onder controle was. In tien straten brandden alle huizen af. De Grote Kerkstraat en andere straten werden zwaar getroffen.